# QuarkXPress
QuarkXPress est un logiciel de publication assistée par ordinateur (PAO). Destiné principalement aux maquettistes, aux infographistes professionnels, il permet d'effectuer la mise en page de documents destinés à l'impression, mais aussi au Web. Il est couramment utilisé dans la presse, la publicité (brochures, emballages, affiches…) et l'édition. Ses fonctions typographiques sophistiquées et sa complémentarité avec les deux autres logiciels-phares du graphisme, Illustrator et Photoshop, en firent longtemps la référence dans son domaine. De nombreux infographistes, formés initialement dessus, demeurent très attachés à QuarkXPress, d'autant que le logiciel évolue régulièrement.

## Description
Le logiciel QuarkXPress gère toutes les fonctions nécessaires à la publication assistée par ordinateur. Il offre une interface puissante, avec autour de la maquette active, un véritable bureau sur lequel déposer les éléments textes ou graphiques avant mise en page. Il permet de créer des fichiers PDF, les fichiers spécifiques à l'imprimerie, et les livres numériques. Il comprend également des fonctions d'édition HTML et XML.
Son principal concurrent, sur les mêmes plateformes macOS et Microsoft Windows, est le logiciel Adobe InDesign. Depuis 2004 existe le logiciel libre Scribus, ouvert aux plateformes Unix, Linux, Solaris. Un autre logiciel concurrent est venu s'ajouter en 2019 : Affinity Publisher, limité lui aussi aux plateformes macOS et Microsoft Windows. 
La version 7 de QuarkXPress offrait la transparence et les ombres portées. Elle facilitait le travail collaboratif grâce aux zones de compositions et aux JobJackets. Cette version intégrait la gestion des polices OpenType et le standard Unicode, ce qui facilite la réalisation de documents multi-langues utilisant des alphabets non latins. Elle était cependant plus lourde au démarrage et à l'enregistrement que les versions précédentes. Le logiciel est actuellement en version 21.1 (2025) tant pour les plates-formes Microsoft Windows (compatible Windows 11) que Mac OS X et il est disponible pour les machines Apple à processeur Intel (Macintel). Cette version permet de publier vers les tablettes tactiles et offre par exemple un créateur de QR codes intégré, ainsi que la fonction "Convertir le texte en Bloc", qui permet de générer du texte vectoriel directement sur la maquette active, de façon aussi simple qu'efficace.
On peut aussi coller des copies en objets natifs directement reconnus et utilisables. QuarkXPress v21.1 offre désormais des fonctionnalités d’IA (Intelligence artificielle) aux détenteurs d’une licence perpétuelle (Quarky AI et fonctionnalité Font Pairing basée sur l’IA), ainsi que de nouvelles bibliothèques de polices de caractères.